# Giotto (ruimtesonde)

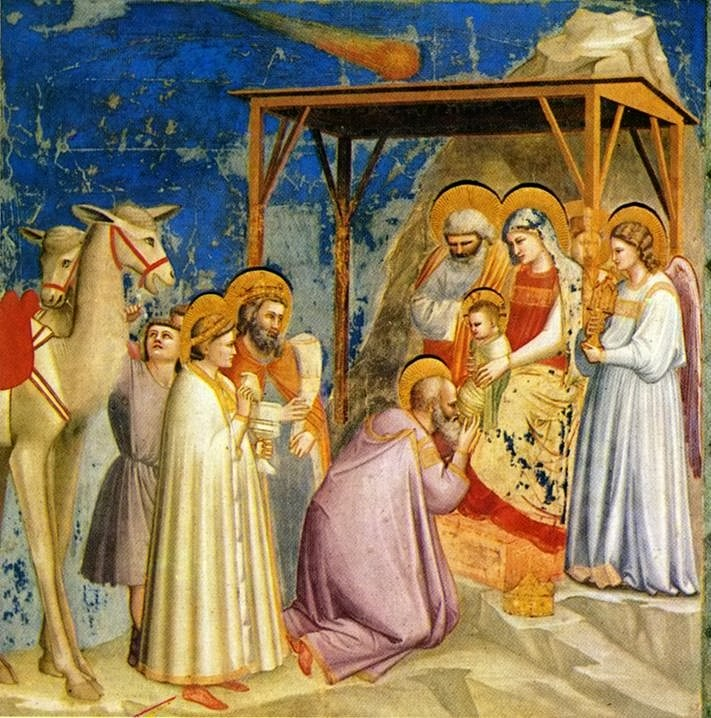
Het schilderij van Giotto met de komeet

Giotto was ESA's eerste 'deep space'-missie en had als doel om de komeet Halley te bestuderen. De sonde werd vernoemd naar de Italiaanse schilder Giotto di Bondone, die voor zijn werk "Aanbidding door de wijzen" in 1304 waarschijnlijk geïnspireerd werd door de verschijning van de komeet Halley.

## Halley

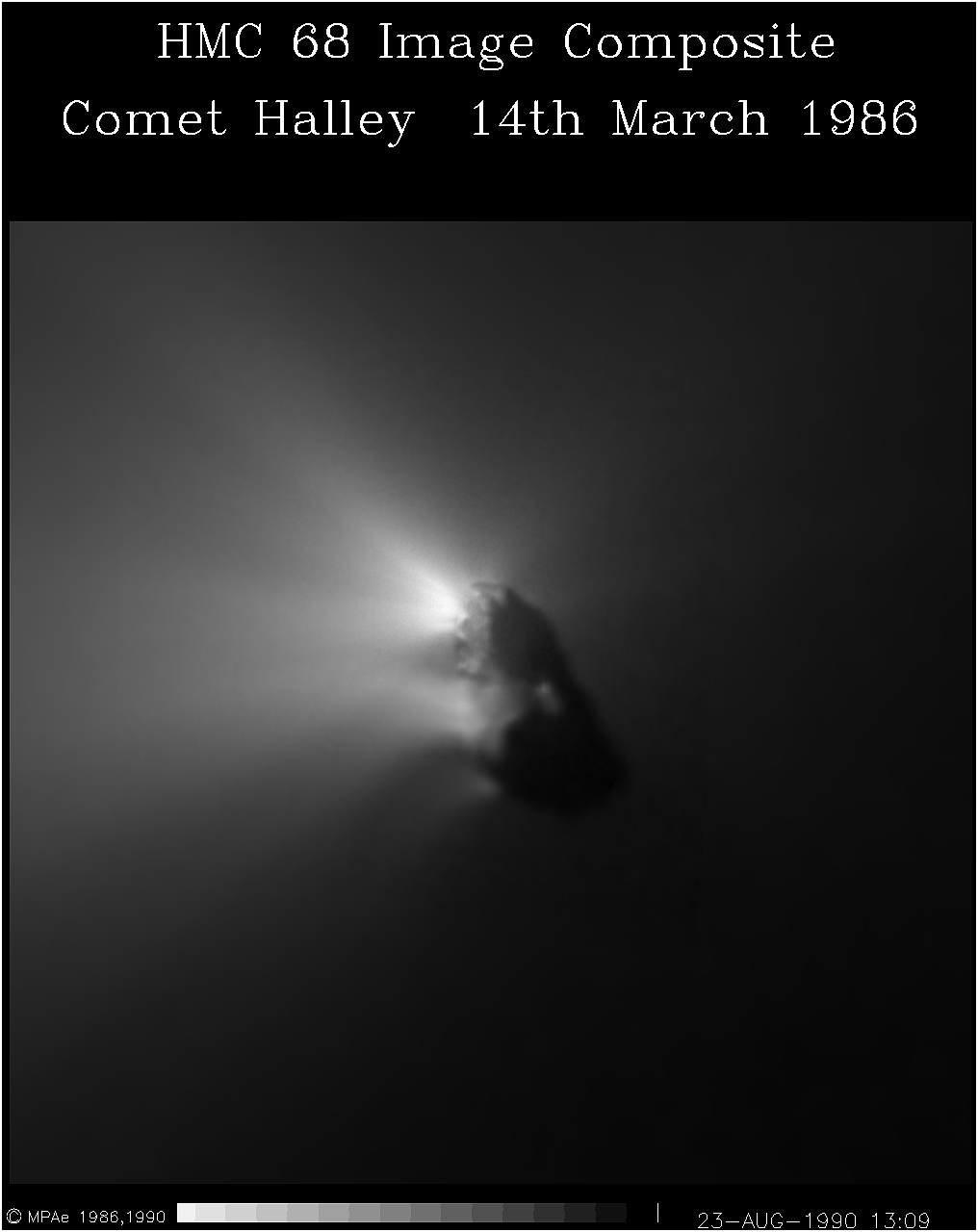
Opname van komeet Halley door Giotto

De sonde had de vorm van een cilinder met een diameter van 1,85 meter, een totale lengte van 2,85 meter en woog 960 kg. Hij werd gelanceerd op 2 juli 1985 met een Ariane 1 raket vanaf het Centre Spatial Guyanais bij Kourou (Frans-Guyana). In eerste instantie werd Giotto in een geostationaire-omloopbaan gebracht. Na drie keer rond onze planeet te hebben gecirkeld, werd Giotto's motor gestart om de sonde zo in een interplanetaire baan te brengen, zodat de sonde in maart 1986 langs de komeet Halley vloog. De sonde passeerde de kern op een afstand van slechts 596 km (een record voor die tijd). De beelden toonden voor het eerst de kern van een komeet en de gegevens van de instrumenten wezen onder andere uit dat de komeet 4,5 miljard jaar geleden gevormd werd uit condenserend ijs dat interstellaire stofkorreltjes vormde. De exacte positie van de komeetkern en de te volgen aanvliegkoers kon worden geoptimaliseerd door camerabeelden van de Russische sondes Vega 1 en 2, die als verkenners voor Giotto fungeerden.

## Grigg-Skjellerup
Oorspronkelijk had men niet verwacht dat de sonde de bombardementen van komeetpuin zou overleven, maar dat gebeurde toch. Hoewel verschillende instrumenten schade opliepen besloot men, omdat er nog 60 kg brandstof over was, de missie te verlengen. De sonde werd in winterslaap geplaatst tot in 1990. Toen besliste men de sonde, via een manoeuvre waarbij gebruikgemaakt werd van de zwaartekracht van de aarde, naar de komeet Grigg-Skjellerup te sturen.
In juli 1992 kwam de sonde aan bij de komeet. Hij stuurde veel informatie door met behulp van de acht nog operationele instrumenten. De sonde passeerde de kern van deze komeet op ongeveer 200 km afstand (een nieuw record). Op 23 juli 1992 werd de sonde opnieuw in winterslaap gebracht, ditmaal waren er geen plannen om de sonde opnieuw op te wekken.